# Mic On
Mic On, estilizado en mayúsculas, es el duodécimo EP del grupo femenino surcoreano Mamamoo. Fue lanzado por RBW el 11 de octubre de 2022 y distribuido por Kakao M, y cuenta con tres pistas, incluido su sencillo principal titulado «Illella (일낼라)».

## Antecedentes y lanzamiento
El 20 de junio de 2022, el sello discográfico de Mamamoo RBW anunció que el grupo planeaba lanzar un nuevo álbum y realizar un concierto como grupo completo. La agencia declaró que «El 19 de junio, Mamamoo celebró el octavo aniversario de su debut. Esto solo fue posible gracias a todas las personas que les brindaron su amor y apoyo inmutables. Para conmemorar el octavo aniversario de su debut, las cuatro miembros se están preparando para lanzar un nuevo álbum de grupo completo y realizar un concierto propio, y apuntan a algún momento en la segunda mitad de este año. Le informaremos de los detalles en una fecha posterior».
El 26 de septiembre de 2022, RBW confirmó que Mamamoo se estaba preparando para lanzar un nuevo álbum en la segunda mitad del año, ratificando luego, a través de un primer póster promocional, su regreso musical para el 11 de octubre de 2022 con su duodécimo miniálbum bajo el título de Mic On. Esto marcaría su regreso después de un poco más de un año tras la publicación de su álbum recopilatorio I Say Mamamoo: The Best, lanzado el 15 de septiembre de 2021.

## Lista de canciones
| CD / Descarga digital |                               | |                                                                               |                                             |          |  |
| N.º                   | Título                        | Letras                                                                                                 | Música                                                                        | Arreglo                                     | Duración |  |
| 1.                    | «하나둘셋 어이! (1,2,3 Eoi!)» | 김도훈 (Kim Do Hoon), 밍키 (Mingkey), Inner Child (Mono Tree), Moonbyul, Solar                         | 김도훈 (Kim Do Hoon), 밍키 (Mingkey), Moonbyul, Inner Child (Mono Tree)       | 밍키 (Mingkey)                              | 2:56     |  |
| 2.                    | ««Illella (일낼라)»»          | 김도훈 (Kim Do Hoon), 강지원 (Kang Ji Won), 코스믹 걸 (Cosmic Girl), Moonbyul, Inner Child (Mono Tree) | 김도훈 (Kim Do Hoon), 강지원 (Kang Ji Won), Moonbyul, Inner Child (Mono Tree) | 강지원 (Kang Ji Won)                        | 2:46     |  |
| 3.                    | «L.I.E.C»                     | 김도훈 (Kim Do Hoon), 강지원 (Kang Ji Won), 서용배 (Seo Yong Bae)                                      | 김도훈 (Kim Do Hoon), 강지원 (Kang Ji Won), 서용배 (Seo Yong Bae)             | 강지원 (Kang Ji Won), 서용배 (Seo Yong Bae) | 2:58     |  |
| 8:40                  |                               | |                                                                               |                                             |          |  |

## Historial de lanzamiento
| País   | Fecha                 | Formato                       | Sello        | Ref. |
| ------ | --------------------- | ----------------------------- | ------------ | ---- |
| Varios | 11 de octubre de 2022 | CD Descarga digital streaming | RBW, Kakao M |      |